# Geografia della Groenlandia
La Groenlandia, la più estesa isola del mondo, è situata tra l'Oceano Artico e l'Oceano Atlantico settentrionale, a nord-est del Canada e a nord-ovest dell'Islanda. Non ha confini terreni, ma possiede 44.087 km di coste, lungo le quali, in piccoli insediamenti, è confinata una sporadica popolazione. La Groenlandia possiede la seconda più estesa coltre glaciale del mondo dopo l'Antartide.
La vegetazione è sporadica e l'unica zona di foresta si trova presso Nanortalik, nell'estremo sud vicino a Capo Farvel.
Il clima varia dall'artico al subartico dando luogo a fresche estati e freddi inverni. Il terreno è principalmente piano anche se la copertura di ghiaccio forma graduali pendii che coprono tutto il territorio eccezion fatta per una stretta, montagnosa, sterile e rocciosa costa. Il punto altimetricamente più basso è il livello del mare, mentre il più alto è il Monte Gunnbjørn (3693 metri). Il punto più a nord della Groenlandia è Capo Morris Jesup, scoperto dall'Ammiraglio Robert Peary nel 1909. Le risorse naturali comprendono zinco, piombo, minerale di ferro, carbone, molibdeno, oro, platino, rubini, diamanti, uranio, pesca, foche e balene.
Superficie
Totale: 2.175.600 km²

Terra: 2.175.600 km² (di cui 1.833.900 km² ricoperti di ghiaccio) (stima)
Rivendicazioni marittime:

Zona di pesca esclusiva: 200 miglia nautiche

Acque territoriali: 3 miglia nautiche

## Utilizzo del territorio
Terre arabili: approssimativamente 0% (a parte qualche zona per la raccolta del fieno da foraggio)

Terreni agricoli permanenti: approssimativamente 0%

Terreni da pascolo permanenti: 1%

Boschi e foreste: approssimativamente 0% (esiste una foresta nella città di Nanortalik).

Altro: 99% (1993 est.)

## Popolazione
La popolazione totale della Groenlandia conta 56.000 abitanti, dei quali circa 15.000 vivono nella capitale Nuuk.

## Galleria d'immagini

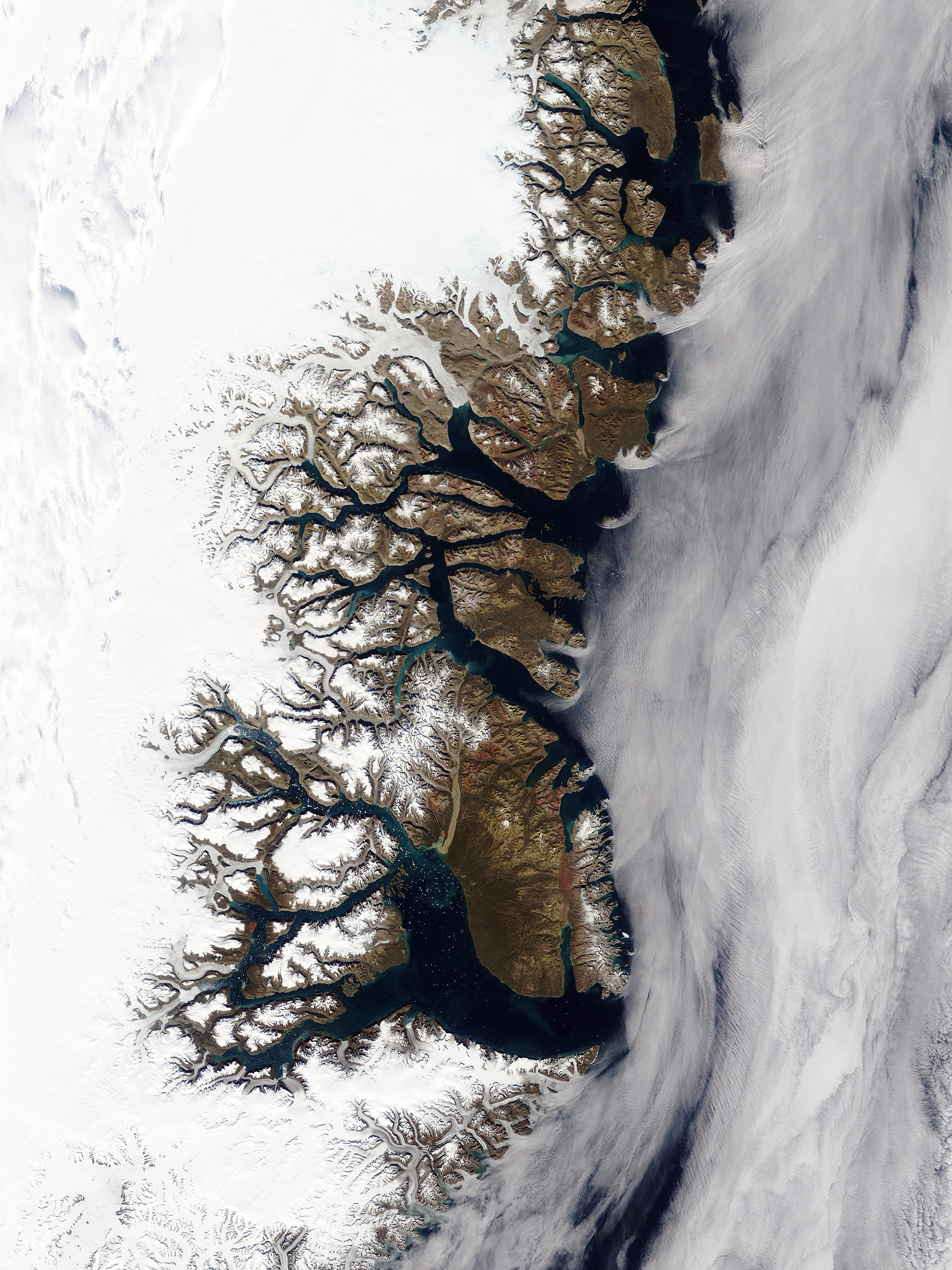
La costa frattale della Groenlandia orientale, con i suoi numerosi fiordi.
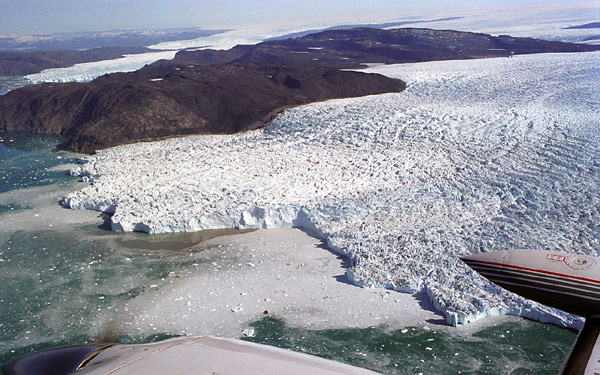
Il ghiacciaio Sermeq Kujalleq sulla costa occidentale.
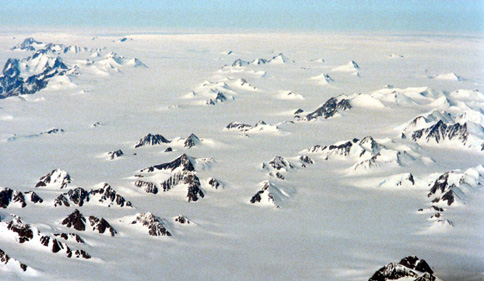
I Monti Nunatak sulla costa orientale.
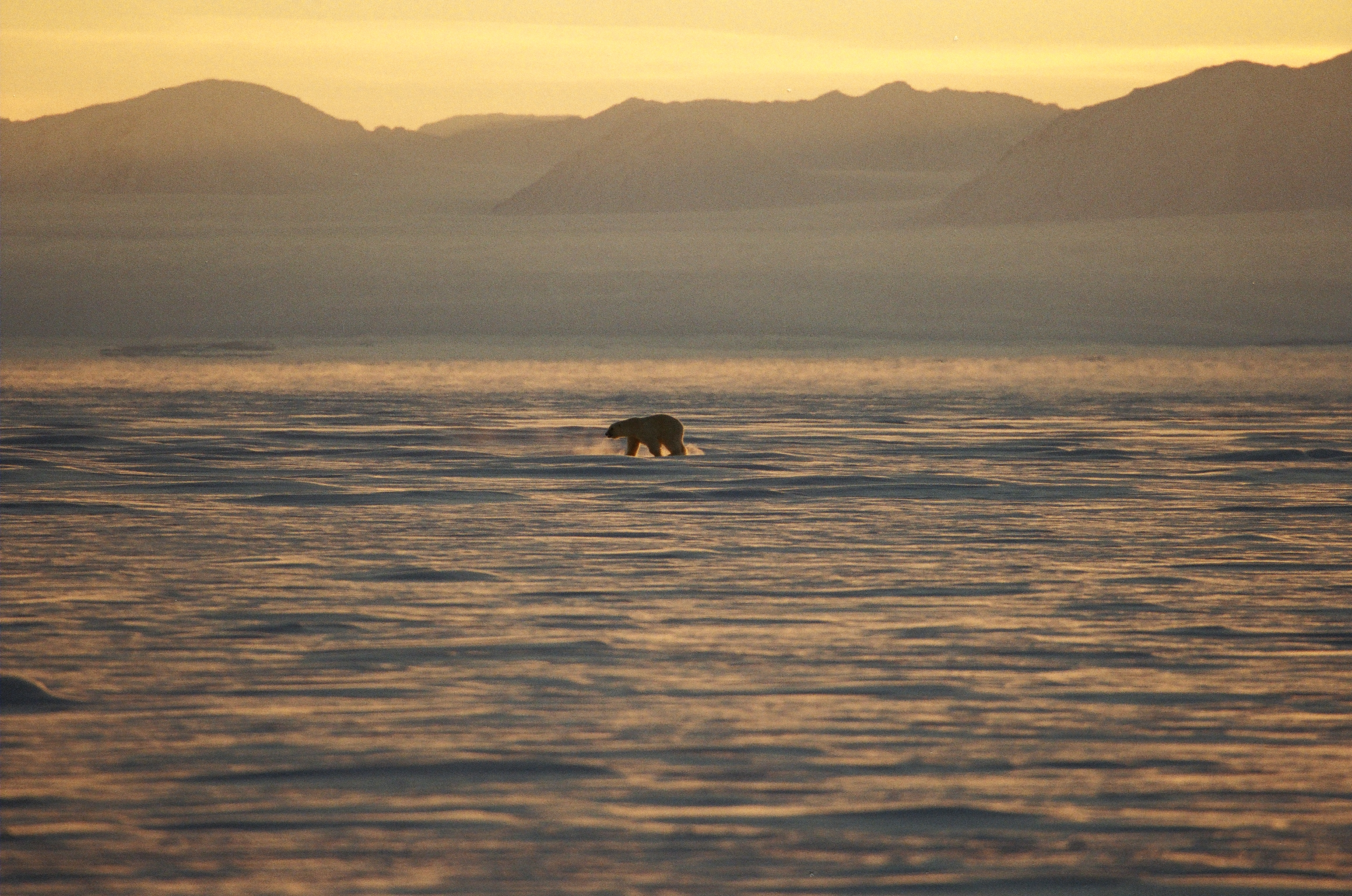
Un orso polare in un tipico paesaggio della costa orientale.

## Variazione stagionale della coltre glaciale della Groenlandia
La coltre glaciale della Groenlandia è spessa 3 km e abbastanza ampia da coprire un'area pari a quella del Messico. Il ghiaccio è così denso che il suo peso schiaccia il terreno sotto di esso fin sotto il livello dell'acqua; la coltre ricopre ogni cosa, tanto che solo recentemente si è ipotizzato che in realtà la Groenlandia potrebbe essere un gruppo di tre isole più piccole. Si pensa che prima dell'era glaciale la Groenlandia avesse coste montagnose e una depressione centrale molto asciutta, solcata da un grande fiume la cui foce si trovava all'incirca dove la Baia di Disko si trova oggi.
C'è un grande dibattito circa la crescita del livello del mare causata dallo scioglimento di ghiacciai dalla Groenlandia. Fra il 1997 e il 2003 si sono staccati dall'isola dai 70 ai 90 km³ di ghiaccio all'anno, contro i 60 del periodo 1993-1997. Parte della crescita è dovuta all'aumento dello scioglimento estivo dei ghiacci, parte al maggiore accumulo di neve a monte, il cui peso spinge il ghiaccio in mare. Uno scioglimento completo del ghiaccio della Groenlandia porterebbe ad un aumento del livello del mare di circa 6,40 m.
I ricercatori della NASA e dell'Università del Kansas calcolarono nel febbraio 2006 che i ghiacciai si stanno sciogliendo due volte più velocemente rispetto a cinque anni prima. Già nel 2005 la Groenlandia stava cominciando a perdere più volume di ghiaccio rispetto alle previsioni, circa 216 km³ all'anno, come dimostrato anche da recenti misurazioni dei satelliti per la rilevazione della gravità. Tra il 1991 e il 2006 il monitoraggio del clima dello Swiss Camp ha messo in luce che la temperatura media invernale è salita di almeno 5 °C.
Fin dal 2002, da osservazioni satellitari si è scoperto che i tre maggiori ghiacciai della Groenlandia hanno cominciato a muoversi più velocemente. Sulla costa orientale, il Ghiacciaio di Kangerlussuaq e lo Jakobshavn Isbræ hanno raddoppiato la loro velocità; su quella occidentale, il Ghiacciaio di Helheim si muove di mezzo campo da football al giorno. L'accelerazione dei ghiacciai è stata seguita da un aumento dell'attività sismica. Nel marzo 2006, i ricercatori dell'Università Harvard e dell'Osservatorio Lamont-Doherty alla Columbia University hanno scoperto che i ghiacciai stanno generando scosse di terremoto a magnitudo 5.0. Il ritiro della coltre sta rivelando isole che si pensava fossero parte della terraferma. Nel settembre 2005 Dennis Schmitt scoprì un'isola nella Groenlandia Orientale a 600 km a nord del Circolo polare artico e la chiamò Uunartoq Qeqertoq (in groenlandese isola del riscaldamento).
Tuttavia non mancano dati contrastanti: infatti alcuni ricercatori norvegesi, utilizzando i dati radar forniti dagli altimetri a bordo dei satelliti ERS dell'Agenzia Spaziale Europea (ESA),  hanno potuto tracciare il quadro fino ad oggi più dettagliato sui cambiamenti di spessore dei ghiacciai della Groenlandia continentale. Dal 1992 al 2003, gli scienziati hanno misurato i cambiamenti dei ghiacciai, scoprendo una recente crescita, stimata in circa sei centimetri l'anno, nelle regioni interne durante tutto il periodo nel quale si è svolto lo studio. Combinando i dati di ERS-1 ed ERS-2, gli scienziati del Nansen Environmental and Remote Sensing Center (NERSC) e di altre istituzioni hanno calcolato le variazioni dell'elevazione della superficie per un periodo pari ad 11 anni. Il quadro che forniscono i risultati è eterogeneo, con un incremento netto di 6,4 centimetri all'anno nell'area interna (sopra i 1500 metri di altitudine) ma un calo di 2,0 centimetri l'anno sotto di questa altezza, in accordo con l'assottigliamento osservato ai limiti delle coperture di ghiaccio.

## Punti estremi
Questa è una lista dei punti estremi della Groenlandia, i punti più a nord, sud, est e ovest di ogni altro in Groenlandia.

### Groenlandia (entità politica)
- Punto più settentrionale: Kaffeklubben (83°39'N) o Oodaaq (83°40'N) (la terra più settentrionale del mondo)
- Punto più meridionale: Capo Farvel, Isola di Egger (59°46'N)
- Punto più occidentale: Capo Alexander (73°01'O)
- Punto più orientale: Capo Nord-est (12°08'O)

### Groenlandia (isola)
- Punto più settentrionale: Capo Morris Jesup (83°37'N)
- Punto più meridionale: penisola presso Nanortalik
- Punto più occidentale: Capo Alexander (73°01'O)
- Punto più orientale: Capo Nord-est (12°08'O)